# 크리스티 푸이우
크리스티 푸이우(루마니아어: Cristi Puiu, 1967년 4월 3일 ~ )는 루마니아의 영화 감독, 영화 각본가이다. 《길 위의 비즈니스》로 데뷔하였고, 《라자레스쿠씨의 죽음》, 《오로라》 등의 작품이 있다.

## 생애와 경력
1967년 부쿠레슈티에서 태어났다. 1992년 스위스 제네바의 시각예술학교에 입학해 회화를 공부하다가, 1년 만에 영화로 전공을 바꾼다. 1996년 학교를 졸업하고 루마니아로 귀국하였다.
2001년 저예산 로드 무비인 《길 위의 비즈니스》로 데뷔한다. 이 영화는 세계 여러 영화제에서 호평을 받았고, 칸 영화제 감독 주간 부문에 초청되었다. 두 번째 영화인 《담배와 커피》는 베를린 국제 영화제에서 단편부문 황금곰상을 수상한다.
세 번째 영화인 《라자레스쿠씨의 죽음》은 한 노인의 죽음을 다룬 블랙 코미디 영화이다. 이 영화는 세계 여러 영화제에서 수상했으며, 칸 영화제 주목할 만한 시선에 초청되었다.
2010년 네 번째 영화인 《오로라》가 칸 영화제 주목할 만한 시선에 초청되었다.

## 연출 작품 목록
| 연도 | 제목                | 원제                                    | 비고                                |
| ---- | ------------------- | --------------------------------------- | ----------------------------------- |
| 2001 | 길 위의 비즈니스    | Marfa si banii                          |                                     |
| 2004 | 담배와 커피         | Un cartuș de Kent și un pachet de cafea | 단편 영화                           |
| 2005 | 라자레스쿠씨의 죽음 | Moartea domnului Lăzărescu              |                                     |
| 2010 | 오로라              | Aurora                                  |                                     |
| 2014 | 사라예보의 다리들   | Les Ponts de Sarajevo                   | 다큐멘터리 앤솔러지 영화; 공동 감독 |
| 2016 | 시에라네바다        | Sieranevada                             |                                     |